# 586 (tal)
586 är det naturliga heltal som följer 585 och följs av 587.

## Matematiska egenskaper
- 586 är ett jämnt tal.
- 586 är ett semiprimtal[1].
- 586 är ett sammansatt tal.
- 586 är ett defekt tal.
- 586 är ett Kvadratfritt tal.

## Inom vetenskapen
- 586 Thekla, en asteroid.